# Anime International Company
Anime International Company Inc. (jap. 株式会社アニメ・インターナショナルカンパニー Kabushiki-gaisha Anime Intānashonaru Kanpanī), często skracane do AIC – japońskie studio zajmujące się animacją i produkcją anime, z głównym oddziałem w Nerimie.
Studio zostało założone 15 lipca 1982. Oprócz produkcji anime w Japonii, AIC asystowało w animacji innych animowanych serii, takich jak np. Inspektor Gadżet. Spółka posiada 7 wydziałów: „AIC A.S.T.A.”, „AIC Build”, „AIC Classic”, „AIC Digital”, „AIC PLUS+”, „AIC Spirits” oraz „AIC Takarazuka”.

## Produkcje[2]

### serialeanime
- 1995: Tenchi Muyo!
- 1996–1997: Magic Girl Pretty Samy
- 1997: Shin Tenchi Muyo!
- 1997: Burn Up Excess
- 1997: El Hazard-The Magnificent World
- 1997–1998: Vampire Princess Miyu
- 1997–1998: Battle Athletes
- 1998: Night Walker
- 1998: El Hazard-The Alternative World
- 1998–1999: Bubblegum Crisis Tokyo 2040
- 1999: The Legend of Black Heaven
- 1999: Dual-Parallel World Adventure
- 1999: A.D. Police
- 1999–2000: Blue Gender
- 1999–2000: Now and Then, Here and There
- 2001: Hajyakyosei Dangaioh
- 2002: Tenchi Muyo! GXP
- 2002–2003: Petite Princess Yucie
- 2003: Go Dannar!! (pierwsza seria)
- 2003: BPS Battle Programmer Shirase
- 2004: Burn Up Scramble
- 2004: Go Dannar!! (druga seria)
- 2004: Girls Bravo (pierwsza seria)
- 2004: ToHeart~Remember my memories~
- 2005: Magical Canan
- 2005: Ah! My Goddess (pierwsza seria)
- 2005: Girls Bravo (druga seria)
- 2005: GUNxSWORD
- 2005–2006: Solty Rei
- 2006: Ah! My Goddess (druga seria)
- 2006: Sasami-Magical girl club
- 2006: Lovely Idol
- 2006: Tokimeki Memorial~Only Love
- 2006: Pumpkin Scissors

### OVA
- 1985: Megazone 23 part I
- 1985–1987: Fight ICZER1
- 1986: Megazone 23 part II
- 1986: Call Me Tonight
- 1986–1988: Gall Force
- 1987: Gakuen Tokuso Hikalion
- 1987–1989: Hajyataoseo Dangaioh
- 1987: Wannabes
- 1987–1989: Maryu Senki
- 1987–1991: Bubblegum Crisis
- 1988: The Ten Little Gall Force
- 1988: Dragon Century
- 1988: Dragon’s Heaven
- 1988: Metal Skin Panic Madox-01
- 1988–1990: Zeorymar
- 1989: Rhea Gall Force
- 1989: Megazone 23 part III
- 1989: Explorer Woman Ray
- 1989: Riding Bean
- 1989: Be-Boy Kidnapp'n Idol
- 1989: Legend Of Lemnear
- 1989–1990: Gall Force Earth Chapter
- 1990: A.D. Police
- 1990–1991: Adventure! ICZER 3
- 1990–1991: Sol Bianca
- 1990–1991: The Hakkenden
- 1991: Bubblegum Crash!
- 1991: Burn-Up
- 1991–1992: Gall Force-New Era
- 1991–1992: Detonator Orgun
- 1992–1993: Genesis Survivor Gaiarth
- 1992–1994: Ai no kusabi: Miłość na uwięzi
- 1992–1995: Tenchi Muyo! Ryo-Ohki
- 1993: Moldiver
- 1993–1995: The Hakkenden-New Chapter
- 1995: Armitage III
- 1995–1996: El Hazard-The Maganificent World
- 1995–1998: Magic Girl Pretty Samy
- 1996: Burn-Up W
- 1996: Ninja Cadet
- 1997: El Hazard-The Magnificent World 2
- 1997–1998: Battle Athletes
- 1997–1999: Photon
- 1998: Virgin Fleet
- 1999–2000: Sol Bianca
- 2000: De Vadasy
- 2001: Mahō Yûgi
- 2002: Blue Gender The Warrior
- 2003–2005: Tenchi Muyo! Ryo-Ohki

### filmy
- 1996: Tenchi Muyo! In Love
- 1997: Armitage III Poly-Matrix
- 1997: Tenchi Muyo! Manatu no Eve
- 1999: Tenchi Muyo! In Love 2: Haruka Naru Omoi
- 2000: Ah! My Goddess: The Movie